# マースク・トリプルE級

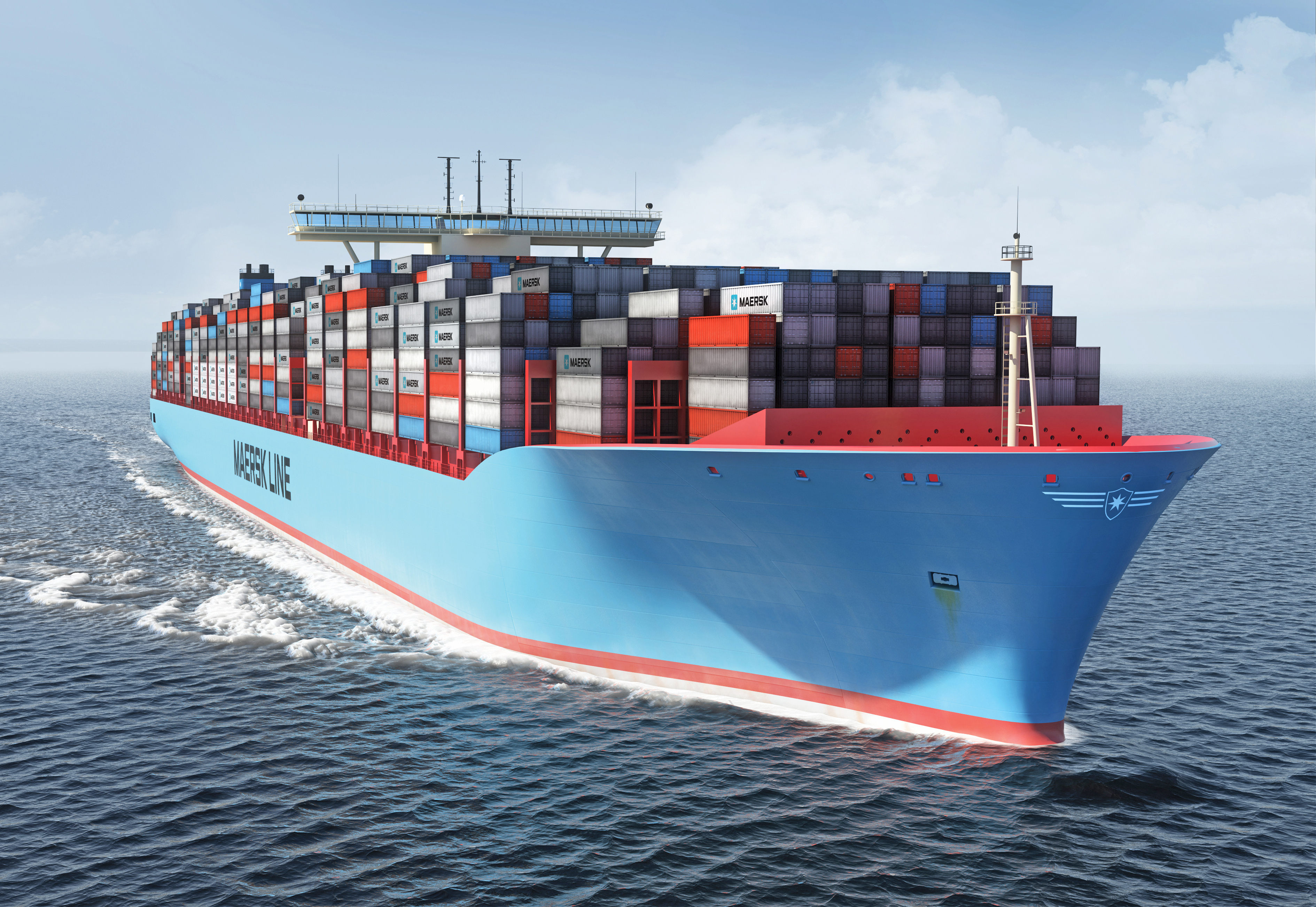

マースク・トリプルE級 (Maersk Triple E class)は、マースク・E級の後継として設計され、建造されている世界最大級のコンテナ船である。2011年2月、マースク社は大宇造船海洋に合計38億ドルで20隻の受注契約を結んだ。2015年3月現在、15隻が就役している。
名前の"トリプルE"とは"Economy of scale", "Energy efficient", "Environmentally improved"の3つのEからとったものであり、スケールエコノミー・低燃費・環境性能の向上という設計原理を基とする。これは世界最大であるだけでなくもっとも高効率のコンテナ船となることを期待されているためである。
全長400m、幅59mとマースク・E級よりも全長が3m、幅が4m広く、コンテナ積載数は2500以上多い18000TEUであり、MSC OliverやCSCL Globeなどに次いで世界最大級のコンテナ船である。
同船の設計上の主な特徴のひとつは、43000馬力を発揮する2基の超ロングストロークディーゼルエンジンが2つのスクリューを駆動し、19ノットの設計速度で航行することである。これは前世代のマースク・E級と比べて遅く、減速航行をすることによって燃料消費を削減するスロースチーミングに基づくもので、マースク・E級と比較して、燃料消費を37%削減、コンテナあたりの二酸化炭素排出量を50%削減できるとしている。